# 納茲·埃德米爾
納茲·埃德米爾（土耳其語：Naz Aydemir，1990年8月14日—），土耳其女子排球運動員，司職二傳手。現時效力於土超球隊土耳其航空女排俱樂部。
在2008年開始成為土耳其國家女子排球隊一員。她於2018年暫停女排生涯休養生孕，並於2019年产后复出，被主帅古德蒂召回歸隊。

## 獎項

### 个人荣誉
- 2011–12赛季歐洲女排聯賽冠軍盃：最佳二傳
- 2012–13赛季歐洲女排聯賽冠軍盃：最佳二傳
- 2016–17赛季歐洲女排聯賽冠軍盃：最佳二傳

### 俱樂部
- 2016年世界女排俱樂部錦標賽： - 銅牌（瓦基弗銀行女排俱樂部）
- 2016年土耳其冠軍杯： - 銀牌（瓦基弗銀行女排俱樂部）
- 2016–17赛季土耳其女排超級聯賽： - 銅牌（瓦基弗銀行女排俱樂部）
- 2016–17赛季歐洲女排聯賽冠軍盃： - 金牌（瓦基弗銀行女排俱樂部）
- 2017年世界女排俱樂部錦標賽： - 金牌（瓦基弗銀行女排俱樂部）
- 2017年土耳其冠軍杯： - 金牌（瓦基弗銀行女排俱樂部）
- 2017年土耳其杯： - 金牌（瓦基弗銀行女排俱樂部）
- 2017–18赛季土耳其女排超級聯賽： - 金牌（瓦基弗銀行女排俱樂部）
- 2017–18赛季歐洲女排聯賽冠軍盃： - 金牌（瓦基弗銀行女排俱樂部）

### 國家隊
- 2017年歐洲女子排球錦標賽： - 銅牌
- 2019年歐洲女子排球錦標賽： - 銀牌